# Ocotea neesiana
Ocotea neesiana är en lagerväxtart som först beskrevs av Friedrich Anton Wilhelm Miquel, och fick sitt nu gällande namn av André Joseph Guillaume Henri Kostermans. Ocotea neesiana ingår i släktet Ocotea och familjen lagerväxter. Inga underarter finns listade i Catalogue of Life.